# Молоді леви (фільм, 1958)
«Молоді леви» (англ. The Young Lions) — американська чорно-біла воєнна кінодрама 1958 року знята американським режисером українського походження Едвардом Дмитриком з використанням технології «Сінемаскоп» за однойменним романом Ірвіна Шоу 1948 року. 1959 року фільм було номіновано на три премії «Оскар» за найкращу кінематографію, найкращий звук та найкращу музику. Він також був номінований на приз «Золотий глобус» як «найкращий фільм, що сприяє міжнародному порозумінню» і на премію BAFTA як найкращий фільм, а Марлон Брандо як найкращий актор. Режисера Едварда Дмитрика було номіновано на премію Гільдії режисерів Америки.

## Сюжет
Фільм розповідає про події між 1938 та 1945 роками. Перед початком Другої світової війни австрійський лижний інструктор Християн Дістль (Марлон Брандо) в Альпах зустрічає Маргариту Фріментел (Барбара Раш), яка поверталася до США, де її коханець, співак і бродвейська зірка Майкл Вайтекер (Дін Мартін), проти його волі змушений піти в армію. Там він потоваришував з Ноєм Акерманом (Монтгомері Кліфт), який потерпає через утиски з боку товаришів по службі. Невдовзі троє молодих чоловіків опиняються на фронтах війни в Північній Африці та на Західному фронті, на яких німецький офіцер вермахту Дістль і американські солдати, Вайтекер і Акерман, воюють за протилежні сторони. Їхні дії викликають у глядача спектр емоцій: від гіркоти до героїзму. У Нормандії їхні шляхи нарешті перехрещуються.

## Ролі виконують
- Марлон Брандо  — Християн Дістль
- Монтгомері Кліфт — Ной Акерман
- Дін Мартін — Майкл Вайтекер
- Гоуп Ленґ — Говп Пловмен
- Барбара Раш — Маргарита Фріментел
- Мей Бритт[en] — Гретхен Гарденберг
- Максиміліан Шелл — капітан Гарденберг
- Дора Долл[en] — Сімона
- Лі Ван Кліф — перший сержант Рікетт

## Навколо фільму
- «Молоді леви» були добре сприйняті кінокритиками. Вебсайт агрегатора оглядів фільмів Роттен Томатос повідомляє, що 83 відсотки критиків дали фільмові позитивний відгук, середній рейтинг — 7,6 / 10. Бослі Кравзер[en] з «Нью-Йорк таймс», найбільше вражений грою Брандо, написав про фільм сприятливий огляд, а також похвалив екранізацію режисера Едварда Дмитрика.[2]
- Деякі епізоди фільму про війну в пустелі були взяті з британського документального фільму «Перемога в пустелі»[en] (1943), який одержав премію «Оскар» за найкращий документальний повнометражний фільм.